# Valentín Pueyo Bonet
Valentín Pueyo Bonet (1908 - ?) va ser un notari navarrès a Lekunberri que va ser president del Club Atlètic Osasuna des de 1955 fins a 1959.